# Sinclair (Familienname)
Sinclair ist der Familienname folgender Personen:
- Adam Sinclair (* 1977), britischer Schauspieler
- Adelaide Sinclair (1900–1982), kanadische Beamtin und Kommandantin
- Alan Sinclair (* 1985), britischer Ruderer
- Alexander Sinclair (Adliger) († 1765), schottischer Adliger
- Alexander Sinclair (Ruderer) (1882–1969), kanadischer Ruderer
- Alexander Sinclair (Eishockeyspieler) (1911–2002), kanadischer Eishockeyspieler
- Alistair Sinclair (* 1960), britischer Informatiker
- Andrew Sinclair (1935–2019), britischer Schriftsteller, Filmregisseur und Drehbuchautor
- Anne Sinclair (* 1948), französische Journalistin
- Archibald Sinclair, 1. Viscount Thurso (1890–1970), britischer Politiker der Liberal Party, Unterhausabgeordneter und Peer
- Brian Sinclair (1915–1988), britischer Tierarzt
- Cayle-Lorraine Sinclair (1947–2011), kanadische Schauspielerin und Filmproduzentin, siehe Cayle Chernin
- Christine Sinclair (* 1983), kanadische Fußballspielerin
- Claire Sinclair (* 1991), US-amerikanisches Model
- Clive Sinclair (1940–2021), britischer Erfinder und Unternehmer
- Colin Sinclair (Politiker) (1876–1956), australischer Politiker
- Colin Sinclair (Boxer) (1890–1970), australischer Boxer
- Colin Sinclair (Eishockeyspieler) (* 1982), kanadischer Eishockeyspieler
- Colin Sinclair (Tennisspieler) (* 1994), US-amerikanischer Tennisspieler von den Nördlichen Marianen
- Dan Sinclair, US-amerikanischer Schauspieler, Drehbuchautor und Filmregisseur
- Dave Sinclair (David Sinclair; * 1947), englischer Musiker, Komponist und Sänger
- David Sinclair (Fußballspieler, 1969) (* 1969), schottischer Fußballspieler
- David Sinclair (Fußballspieler, 1990) (* 1990), schottischer Fußballspieler
- David A. Sinclair (* 1969), australischer Biologe und Hochschullehrer
- David Alexander-Sinclair (1927–2014), britischer Heeresoffizier, Generalmajor
- Donald Sinclair (Politiker) (1829–1900), kanadischer Politiker
- Donald Sinclair (1911–1995), englischer Tierarzt und Kollege von James Herriot, siehe James Herriot#Werke
- Donald Sinclair (Diplomat), kanadischer Botschafter in Israel von 2003 bis 2006
- Eddie Sinclair (1937–2005), schottischer Snookerspieler
- Edwyn Alexander-Sinclair (1865–1945), britischer Admiral
- Emma Sinclair-Webb, britische Menschenrechtsaktivistin für Human Rights Watch
- Emile Sinclair (* 1987), englischer Fußballspieler
- Ewen Sinclair-MacLagan (1868–1948), britisch-australischer Generalmajor und Divisionskommandeur
- Frank Sinclair (* 1971), jamaikanischer Fußballspieler
- Fredrik Carl Sinclair (1723–1776), schwedischer Adliger, Militär und Politiker
- George Sinclair (1786–1834), englischer Gärtner und Autor
- Graeme Sinclair (* 1957), schottischer Fußballspieler
- Harry Sinclair (* 1959), neuseeländischer Regisseur, Autor und Schauspieler
- Henry Sinclair of Roslin († um 1330), schottischer Adliger
- Henry Sinclair (Bischof) († 1565), schottischer Geistlicher, Bischof von Ross
- Henry Sinclair (Orkney) († 1400), Jarl von Orkney
- Henry II. Sinclair (um 1375–1420), Jarl von Orkney
- Hugh Sinclair (1873–1939), britischer Admiral und Geheimdienstchef
- H. A. Sinclair de Rochemont (1901–1942), niederländischer Faschist und Kollaborateur
- Iain Sinclair (* 1943), britischer Filmschaffender und Schriftsteller
- Ian Sinclair (* 1929), australischer Politiker
- Isaac von Sinclair (1775–1815), deutscher Diplomat und Schriftsteller
- Jack Sinclair (Fußballspieler) (1856–1922), nordirischer Fußballspieler
- Jack Sinclair (Leichtathlet), neuseeländischer Leichtathlet
- Jack Sinclair (Pokerspieler) (Jack David Sinclair; * 1990), britischer Pokerspieler
- Jackie Sinclair (1943–2010), schottischer Fußballspieler
- James Sinclair (Pelzhändler) (1811–1856), kanadischer Pelzhändler und Forschungsreisender
- James Sinclair (Botaniker) (1913–1968), Schotte, Brite auf Orkney, später in Singapur
- James Sinclair (Politiker) (1908–1984), kanadischer Politiker
- James Sinclair (Fußballspieler) (* 1987), englischer Fußballspieler
- James H. Sinclair (1871–1943), US-amerikanischer Politiker
- Jasmine Sinclair (* 1982), britisches Model
- Jaz Sinclair (* 1994), US-amerikanische Schauspielerin
- Jebb Sinclair (* 1986), kanadischer Rugby-Union-Spieler
- Jim Sinclair (* 1940), US-amerikanischer Autist und Aktivist
- Jimmy Sinclair (1876–1913), südafrikanischer Cricketspieler
- John Sinclair (Ökonom) (1754–1835), schottischer Ökonom und Politiker
- John Sinclair, 1. Baron Pentland (1860–1925), britischer Politiker und Kolonialadministrator
- John Sinclair (Umweltschützer) (1939–2019), australischer Umweltaktivist
- John Sinclair (Anarchist) (1941–2024), US-amerikanischer Schriftsteller und Anarchist
- John Sinclair (Musiker) (* 1952), britischer Rockmusiker
- John Archibald Sinclair, 3. Viscount Thurso (* 1953), britischer Politiker, siehe John Thurso
- John McHardy Sinclair (1933–2007), britischer Sprachwissenschaftler
- Joshua Sinclair (* 1953), US-amerikanischer Drehbuchautor
- Joshua Sinclair-Evans (* 1995), britischer Schauspieler
- Kenia Sinclair (* 1980), jamaikanische Leichtathletin
- Keith Sinclair (Historiker) (1922–1993), neuseeländischer Historiker und Dichter
- Keith Sinclair (Bischof) (* 1952), britischer Geistlicher, Bischof von Birkenhead
- Kim Sinclair (* 1954), neuseeländischer Szenenbildner und Artdirector
- Laurence Sinclair (1908–2002), britischer Offizier der Luftstreitkräfte des Vereinigten Königreichs
- Lorraine Sinclair (1947–2011), kanadische Schauspielerin und Filmproduzentin, siehe Cayle Chernin
- Lister Sinclair (1921–2006), kanadischer Nachrichtensprecher
- Madge Sinclair (1938–1995), jamaikanisch-US-amerikanische Schauspielerin
- Malcolm Sinclair (* 1950), englischer Schauspieler
- Malcolm Sinclair, 20. Earl of Caithness (* 1948), britischer Politiker
- Mary Emily Sinclair (1878–1955), US-amerikanische Mathematikerin und Hochschullehrerin
- May Sinclair, eigentlich Mary Amelia St. Clair (1863–1946), britische Schriftstellerin, Literaturkritikerin und Suffragette
- Michelle Sinclair (* 1981), siehe unter Belladonna (Pornodarstellerin)
- Mike Sinclair (1938–2017), englischer Fußballspieler
- Peggy Sinclair (Ruth Margaret Sinclair; 1911–1933), inspirierte Samuel Beckett zu seinem ersten Roman
- Rebecca Sinclair (* 1991), neuseeländische Snowboarderin
- Reg Sinclair (1925–2013), kanadischer Eishockeyspieler und Unternehmer
- Richard Sinclair (* 1948), englischer Musiker
- Ronald Sinclair (1924–1992), neuseeländischer Schauspieler
- Rosabelle Sinclair (1890–1981), US-amerikanische Lacrosse-Spielerin
- Scott Sinclair (* 1989), englischer Fußballspieler
- Sharon Sinclair (* 1991), deutsche Squashspielerin
- Thomas Alan Sinclair (1899–1961), britischer Klassischer Philologe
- Timothy J. Sinclair (1963–2022), neuseeländisch-britischer Ökonom und Politikwissenschaftler
- Trevor Sinclair (* 1973), englischer Fußballspieler
- Upton Sinclair (1878–1968), US-amerikanischer Schriftsteller
- William Sinclair (Adliger, † vor 1303) († 1299/1303), schottischer Adliger
- William Sinclair (Ritter) († 1330), schottischer Adliger
- William Sinclair (Bischof) († 1337), schottischer Geistlicher, Bischof von Dunkeld
- William Sinclair (Adliger, † nach 1358) († nach 1358), schottischer Adliger
- William Sinclair, 1. Earl of Caithness (nach 1407–1480), schottischer Adliger
- William Sinclair, 2. Lord Sinclair († 1487), schottischer Adliger
- William Sinclair, 2. Earl of Caithness († 1513), schottischer Adliger
- William Sinclair, 10. Earl of Caithness (1727–1779), schottischer Adliger
- William Sinclair, eigentlicher Name von Willy Moon (* 1989), neuseeländischer Musiker
- William J. Sinclair (1877–1935), US-amerikanischer Paläontologe